# Gmina Pymosa

Położenie Gminy Pymosa w hrabstwie Cass

Gmina Pymosa (ang. Pymosa Township) – gmina w USA, w stanie Iowa, w hrabstwie Cass. Według danych z 2000 roku gmina miała 318 mieszkańców.